# Pogonatum capense
Pogonatum capense är en bladmossart som beskrevs av Georg Friedrich von Jaeger 1875. Pogonatum capense ingår i släktet grävlingmossor, och familjen Polytrichaceae. Inga underarter finns listade i Catalogue of Life.